# Jolly Club
Jolly Club, també conegut per qüestions de patrocini com a Jolly Club - Totip, va ser una escuderia italiana que va competir en la disciplina de ral·li en diferents campionats com el Campionat Mundial de Ral·lis, el Campionat d'Europa de Ral·lis o el Campionat d'Itàlia de Ral·lis. També va arribar a disputar altres disciplines de motor com la Fórmula 1, motociclisme i llanxes motores. Normalment anava vinculada a vehicles de les marques Lancia i Alfa Romeo.
Va ser creada a Milà l'any 1957 per Mario Angiolini i va estar en actiu fins a la dècada dels anys 90.

## Història

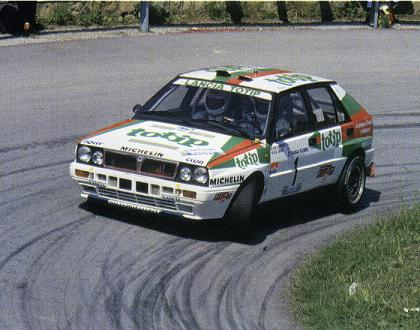
Dario Cerrato disputant amb un Lancia Delta del Jolly Club el Targa Fiorio de 1989.

La escuderia es forma al febrer de 1957 per un grup d'amics aficionats al motor encapçalats per Mario Angiolini. La idea era crear un equip alternatiu als oficials sense tanta burocratització, d'aquí la seva denominació de Jolly, que en italià vol dir comodi, en referència al joc de cartes.
Un any més tard de la seva creació, el Jolly Club ja comptava amb 300 membres i va aliar-se amb la marca Alfa Romeo per competir, contant amb pilots italians de prestigi nacional.
A partir de 1963 inicia la seva col·laboració amb la marca Lancia i s'incorpora com a pilot del Jolly Club a Sandro Munari. L'any 1966 mor Mario Angiolini i al capdavant del equip es posa la seva esposa Renata Zonca i, més tard, el seu fill Robert. En aquest període també s'incorpora com a patrocinador principal la casa d'apostes hípiques Totip.
El Jolly Club esdevé el punt de partida o impàs per a molts pilots italians com Dario Cerrato, Alessandro Fiorio o Miki Biasion. Precisament Fiorio acabaria tercer del Mundial de 1988 i subcampió del Mundial de 1989, tan sols superat per Miki Biasion, també amb un Lancia, però en aquest cas del equip Martini Racing.
L'any 1993 Lancia abandona la competició i el Jolly Club realitza la seva darrera temporada del Campionat Mundial amb un Lancia Delta HF Integrale ja poc competitiu, pilot entre d'altres per Carlos Sainz. A partir d'aleshores i fins a la seva desparició a finals dels anys 90, es centrarà en el campionat nacional italià amb el pilot Gianfranco Cunico a bord d'un Ford Escort, amb el que guanyaran el títol italià de 1994 i 1996.
La única victòria del Jolly Club al Campionat Mundial de Ral·lis va ser al Ral·li de Sanremo de l'any 1991 amb un Lancia Delta Integrale 16v pilotat per Didier Auriol, qui aquell any acabaria tercer del campionat.

## Pilots destacats
- Didier Auriol
- Carlos Sainz
- Dario Cerrato
- Alex Fiorio
- Miki Biasion